# Susanne Kleine
Susanne Kleine (* 1960) ist eine deutsche Kunsthistorikerin und seit 1994 Kuratorin in der Bundeskunsthalle (Schwerpunkte zeitgenössische Kunst und Kunst seit 1945).

## Leben und Wirken
Susanne Kleine schloss ihr Studium der Kunstgeschichte, Pädagogik und Theater-, Film- und Fernsehwissenschaften an der Albertus-Magnus-Universität, Köln mit einer Magisterarbeit über die Künstlergruppe Mülheimer Freiheit ab. Sie war Assistentin bei Stefan Wewerka, Rosemarie Trockel und Georg Herold; von 1986 bis 1988 leitende Mitarbeiterin der Galerie Tanja Grunert, Köln und von 1988 bis 1994 leitende Mitarbeiterin der Galerie Max Hetzler in Köln und Berlin.
Von 2010 bis 2013 war Susanne Kleine Mentorin für den Studiengang Kunstkritik und kuratorisches Wissen der Ruhr-Universität Bochum. Seit 2013 ist sie regelmäßig Nominatorin für das Villa Aurora Stipendium. Von 2014 bis 2016 hatte sie Lehraufträge an der der Ruhr-Universität Bochum, Kunsthistorisches Institut; 2019 und 2021/22 an der Rheinischen Friedrich-Wilhelms-Universität Bonn, Kunsthistorisches Institut, und 2022/23 einen Lehrauftrag an der Heinrich-Heine-Universität Düsseldorf.
Seit 2020 ist sie Mentorin im Programm Mentoring@KuK im Studiengang Kunstvermittlung und Kulturmanagement der Heinrich-Heine-Universität Düsseldorf.
Seit 2023 ist Susanne Kleine Mitglied des Kuratoriums des Museum Peter August Böckstiegel, Werther
Susanne Kleine übt zudem diverse Tätigkeiten als freie Kuratorin, Autorin und Jurorin aus.

## Kuratierte Ausstellungen (Auswahl)
- 2024 Interactions (Outdoor)
- 2024 Franz Erhard Walther. „Bilder im Kopf. Körper im Raum.“ (mit Eva Kraus und Susanne Walther)
- 2023 Anna Oppermann. Eine Retrosperspektive (mit Anna Schäffler)
- 2023 Interactions 2023 (Outdoor)
- 2022/2023 Bettina Pousttchi. The Curve
- 2022 „Identität nicht nachgewiesen“. Neuerwerbungen der Sammlung des Bundes
- 2021/2022 Methode Rainer Werner Fassbinder. Eine Retrospektive (mit Isabelle Louise Bastian und Hans-Peter Reichmann)
- 2021/2022 „Adam, Eva und die Schlange“. Werke aus der Schenkung Sammlung Hoffmann (mit Marion Ackermann, Eva Kraus und Katarina Lozo)
- 2021 Dress Code. Das Spiel mit der Mode (mit Eva Kraus)
- 2020/2021 Julius von Bismarck. Feuer mit Feuer
- 2019/2020 Martin Kippenberger. Bitteschön Dankeschön. Eine Retrospektive
- 2019 Power Play. Anna Uddenberg
- 2018 Vajiko Chachkhiani. Heavy Metal Honey
- 2018 The Playground Project–Outdoor
- 2018 Marina Abramović. The Cleaner
- 2018 „Deutschland ist keine Insel“. Sammlung zeitgenössischer Kunst der Bundesrepublik Deutschland. Ankäufe von 2012 bis 2016
- 2017 Aleksandra Domanović. Kalbträgerin
- 2017 Juergen Teller. Enjoy Your Life!, Martin Gropius Bau, Berlin
- 2017 Katharina Sieverding. Kunst und Kapital. Werke von 1967 bis 2017
- 2016 Juergen Teller. Enjoy Your Life!
- 2016 Isa Genzken. Modelle für Außenprojekte
- 2015/2016 Hanne Darboven. Zeitgeschichten
- 2015 Petrit Halilaj. She, fully turning around, became terrestrial
- 2015 Ärger im Paradies (Outdoor)
- 2006 The Guggenheim Collection (mit Valerie Hillings und Kay Heymer)
- 2004 Georg Baselitz. Bilder, die den Kopf verdrehen
- 2001 Absolute Windstille, Jürgen Klauke. Das fotografische Werk
- 2000/2001 Leidenschaft ist unser Antrieb. Sigmar Polke–Die gesamten Editionen
- 1997 Sigmar Polke. Die drei Lügen der Malerei (mit Martin Hentschel)

## Freie Kuratorin (Auswahl)
- 2022–2024 Konzeption und Realisation der Ausstellung Alte und neue Freunde. Von Refik Anadol bis David Zink Yi, Sammlung Andra Lauffs Wegner, Bad Honnef, und des Sammlungskataloges Sammlung Andra Lauffs-Wegner
- 2020–2022 Konzeption und Realisation der Ausstellung und des Kataloges Geste. Informel. Privat. Werke aus einer Privatsammlung, Museum Peter August Böckstiegel, Werther
- 2017 Co-Kuratorin der Ausstellung und des Kataloges Luther und die Avantgarde. Zeitgenössische Kunst in Wittenberg, Berlin und Kassel
- 2009 Konzeption und Realisation der Ausstellung und des Kataloges Konstantinopel oder Die versteckte Sinnlichkeit. Die Bilderwelt von Sean Scully, Museum Küppersmühle für Moderne Kunst, Duisburg
- 2007 Konzeption und Realisation der Ausstellung und des Kataloges Bernar Venet. System und Zufall Museum Küppersmühle für Moderne Kunst, Duisburg
- 1996 Co-Kuratorin der Ausstellung Memento Metropolis, und Martin Kippenberger, The Happy End of Franz Kafka‘s Amerika/Théodore Géricault, La Radeau de la Meduse, Kopenhagen;1997 in Antwerpen; 1998 in Stockholm